# 云盘站 (贵阳市)
云盘站是贵阳轨道交通2号线的地铁车站，位于中华人民共和国贵州省贵阳市南明区小碧路与兴业街交叉口东侧，于2021年4月28日开通。

## 车站结构
云盘站沿小碧路呈东西向设置，为地上三层侧式站台车站，车站长120米，宽23米，车站地上二层为站厅层，地上三层为站台层。
| 地上三层          | 站台   | \| 側式 · 開右邊车门 \| \| \| \| \| \| █ 2号线往中兴路（終點站） \| \| \| \| █ 2号线往白云北路（小碧） \| \| 側式 · 開右邊车门 \| \| \| |
| 地上二层          | 站厅   | 客服中心、自动售票机、验票机 |
| 地面              | 出入口 | A1、A2、B1、B2出入口 |
| 側式 · 開右邊车门 |        | |
|                   |        | █ 2号线往中兴路（終點站） |
|                   |        | █ 2号线往白云北路（小碧） |
| 側式 · 開右邊车门 |        | |

## 车站出口
云盘站共有4个出入口，各出口及周围设施如下所示：
| 编号                    | 出入口信息                                             | 照片 | 无障碍设施 |
| ----------------------- | ------------------------------------------------------ | ---- | ---------- |
| A · 1 · 出口 · （设有） | 西南环路，小碧路                                       |      |            |
| A · 2 · 出口 · （设有） | 西南环路，小碧路，贵阳新城职业技术学校                 |      |            |
| B · 1 · 出口 · （设有） | 西南环路，小碧路，双龙生态园                           |      |            |
| B · 2 · 出口 · （设有） | 西南环路，小碧路，兴业街，多彩贵州文创园，云盘山体公园 |      |            |
| 图例： 设有             |                                                        |      |            |

## 接驳交通

### 公交车
- 轨道云盘站：216路，258路，750路，751路，756路

## 历史
本站建设时期工程名为云盘村站，开通前正式命名为云盘站，站名来自车站所处的云盘村。
- 2019年7月20日，车站主体结构封顶[2]。
- 2021年4月28日，车站随2号线工程通车开通[1]。